# 切爾沃夫峰
71°50′S 10°33′E / 71.833°S 10.550°E
切爾沃夫峰（英語：Chervov Peak）是南極洲的山峰，位於東部南極洲的毛德皇后地，是奧爾萬山脈中謝爾巴科夫山脈的一部分，處於默爾凱納滕峰以北2公里，海拔高度2,550米，該山峰以蘇聯的地質學家命名。